# Friedrich Wilhelm Neuendorf
Friedrich Wilhelm Neuendorf (* 24. April 1887 in Berlin; † 3. Februar 1967 in Cochem) war ein deutscher Heimatforscher.

## Leben und Karriere
In seiner Geburtsstadt lernte er das Buchdruckerhandwerk, ehe es ihn Anfang des 20. Jahrhunderts wahrscheinlich mit einem Wanderzirkus nach Cochem an der Mosel verschlug. Seit 1906 hatte er seinen Wohnsitz in Cochem und übte seinen erlernten Beruf als Buchdrucker in der Buchdruckerei des C.F. Wiebrecht in der Ravenéstraße (Cochem) aus. Die Buchdruckerei wurde 1917 von Peter Matthias Eckerskorn gekauft, in welcher schon seit dem vorherigen Jahrhundert die "Cochemer Zeitung" gedruckt wurde, hier war er Schriftsetzer. Die Tätigkeit in der Buchdruckerei und die damit verbundene Beschäftigung mit den Geschehnissen in Cochem weckten wohl sein Interesse und er begann sich ausgiebig mit der Geschichte seiner Wahlheimat zu beschäftigen. Er nahm auch aktiv am Cochemer Vereinsleben teil, insbesondere im Turnverein "Eintracht". Im Turngau "Mosel" übte er das Amt des Gau-Wanderwartes aus. 1946 ging er in den Ruhestand. In zahlreichen Abhandlungen beschäftigte er sich mit der Geschichte von Cochem und der Umgebung. Für seine Verdienste wurde er 1965 vom Cochemer Heimat- und Verkehrsverein zum Ehrenvorsitzenden ernannt, des Weiteren verlieh ihm der Turnverein Cochem die Ehrenmitgliedschaft und die goldene Ehrennadel. Vom Deutschen Turner-Bund und vom Landessportbund Rheinland-Pfalz wurde ihm die Ehrennadel verliehen.

## Auszeichnungen
- Ehrennadel des Deutschen Turner-Bundes und vom Landessportbund Rheinland-Pfalz.

## Publikationen
- Der „Höhepunkt“ der Cochemer Revolution 1848 (Verhaßtes Wappen auf dem Misthaufen). In: Heimatjahrbuch Cochem-Zell 1999, ISSN 0939-6179 S. 33–34.[1]
- 1848 – Ein Zeitgemälde von der demokratischen Bewegung in Cochem.[2]
- Das alte Eifeler Bauernhaus. In: Eifel. 46 (1951), S. 145f.[3]
- Landgraf, bleibe hart! Betrachtungen eines Naturfreundes zur Kanalisierung der Mosel. In: Illustriertes Fremdenblatt der Mosel. 1956. Nr. 8. S. 3–4.[4]
- Pater Martin von Cochem. Seine Herkunft und sein Geburtsort. In: Trierische Landeszeitung. 24./25. September 1955. Beil. Der Sonntag. Nr. 39.[5]
- Wendel Pinn, der gute Hirte. Von ihm hat der Pinnerberg in Cochem seinen Namen. In: Heimat zwischen Hunsrück und Eifel. Jg. 33. 1985. Nr. 6.[6]
- Willst dau, Hannes, nach Bresilje ziehe? Von Elend, Not und Tod früherer deutscher Auswanderer nach Brasilien. In: Rhein-Zeitung, Beil. Heimat zwischen Hunsrück und Eifel. Jg. 10. 1962[/63]. Nr. 6–8.[7]